# ددنگا
ددنگا (به لهستانی:  Dydnia) یک روستا در لهستان است که در گمینا ددنگا واقع شده‌است. ددنگا ۱٬۶۰۰ نفر جمعیت دارد.